# Мария-Шмольн
Мария-Шмольн (нем. Maria Schmolln) — коммуна (нем. Gemeinde) в Австрии, в федеральной земле Верхняя Австрия.
Входит в состав округа Браунау-на-Инне.  Население составляет 1351 человек (на 31 декабря 2005 года). Занимает площадь 34,49 км².

## Политическая ситуация
Бургомистр коммуны — Вильфрид Гернер (АНП) по результатам выборов 2003 года.
Совет представителей коммуны (нем. Gemeinderat) состоит из 19 мест.
- АНП занимает 12 мест.
- СДПА занимает 7 мест.